# Acqua calda e limone
Acqua calda e limone è un singolo del rapper italiano Rkomi come unico estratto dell'EP Ossigeno - EP pubblicato nel 2018.

## Descrizione
Al brano prende parte il rapper italiano Ernia, mentre la produzione è stata affidata a Marz. Inoltre, lo stesso giorno di pubblicazione coincide con l'uscita del video ufficiale della canzone.

## Tracce
1. Acqua calda a limone – 3:21

## Classifiche
| Classifica (2018) | Posizione massima |
| ----------------- | ----------------- |
| Italia            | 45                |